# Ионно-коллоидное наслаивание
Ионно-коллоидное наслаивание — один из методов послойного синтеза на поверхности подложки слоев с использованием в качестве реагентов коллоидных частиц из коллоидных растворов и катионов (анионов) из растворов солей. Впервые такие реакции осуществил Айлер Р., который изучил условия последовательной и многократной адсорбции на поверхности силикатного стекла положительно заряженных катионов Al2(OH)5+ и отрицательно заряженных наночастиц из коллоидного раствора SiO2.
Наибольшее применение метод ИКН нашел в нанотехнологии при синтезе мультислоев с участием растворов полиэлектролитов в катионной или анионной формах и коллоидных растворов углеродных нанотрубок или графена, а также благородных металлов или оксидов, сульфидов и селенидов ряда металлов, например, CdS, CdSe, ZnS, PbS, TiO2, ZrO2, SiO2 и Fe3O4.